# Улица Рузвельта
Улица Рузвельта — короткая, около 200 м, улица в исторической части Ялты. Проходит как продолжение Московской улицы от улицы Игнатенко до улицы Свердлова. Одна из старейших улиц города.

## История

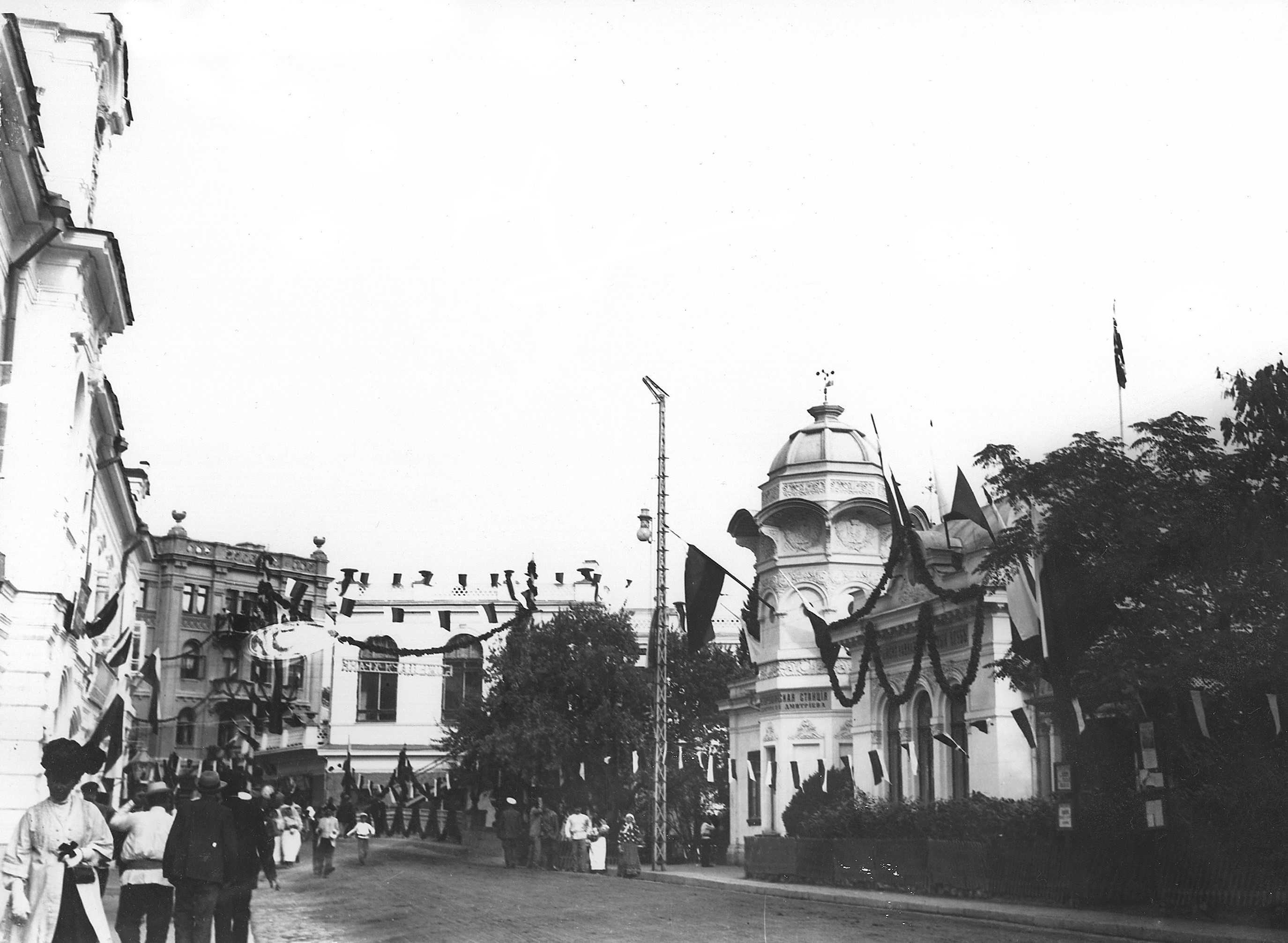
Ялтинская Дума и горный клуб. Около 1909 года.

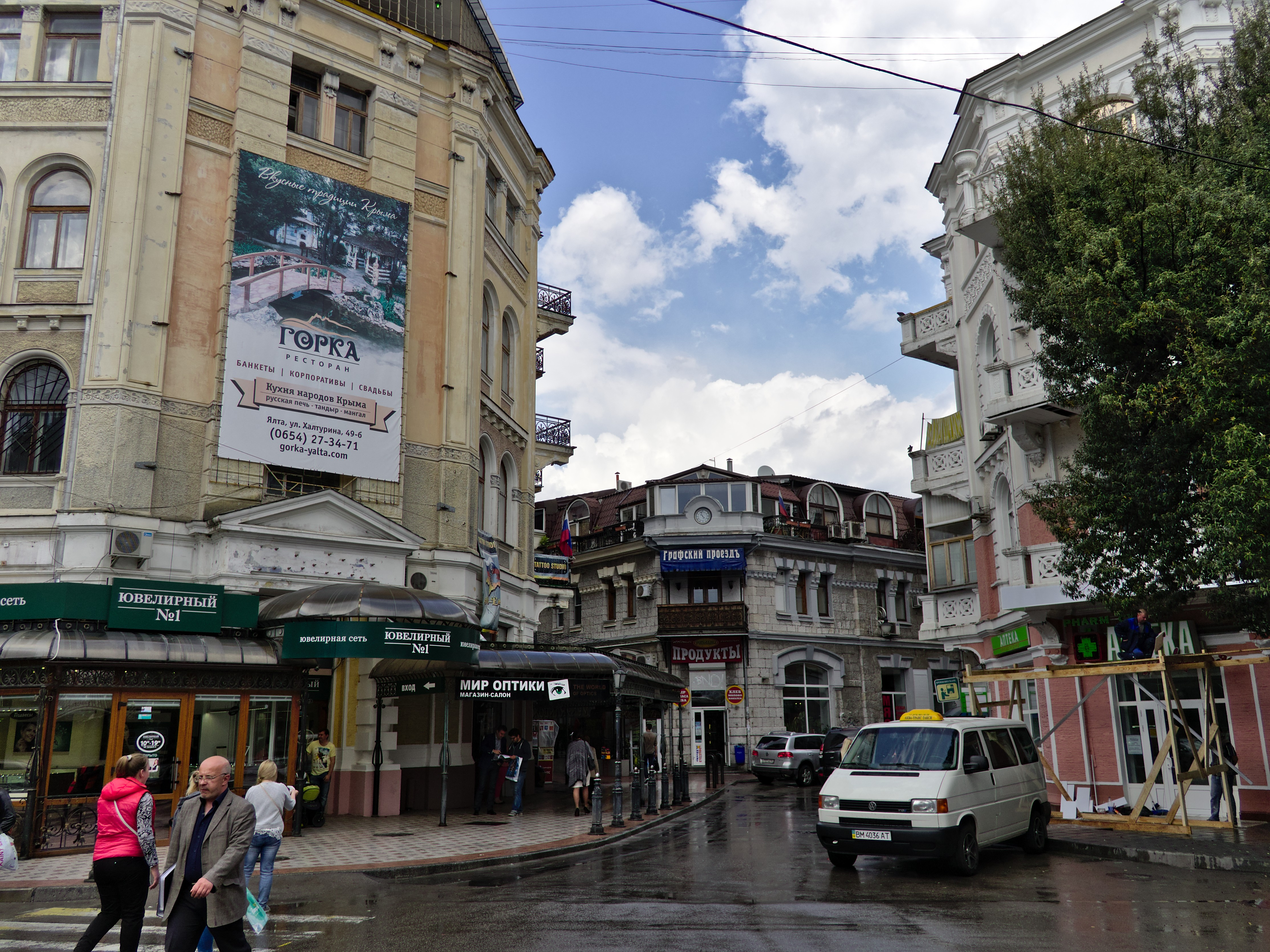
Угол улиц Игнатенко, Московской, Рузвельта

Первоначальное, до 1855 года, название — Набережная, с 1855 по 1874 год — Прибрежная, с 1874 по 1960 год — Бульварная.
Современное название в честь президента США Франклина Рузвельта (1882—1945) дано 31 марта 1960 года по Постановлению Совета министров Украинской ССР в память одного из главных участников Крымской (Ялтинской) конференции, прошедшей в феврале 1945 года. Бюст 32-го президента США, изготовленный ещё в 1960 году скульптором Константином Кошкиным, был открыт 22 апреля 2017 года.
Считается, что именно на этой улице в 1837 году, во время своего визита, российский император Николай I дал согласие на присвоение Ялте статуса города. Это место было отмечено часовней Святого Николая (проект архитектора Н. П. Краснова). Часовня была снесена в 1932 году, но спустя столетие (после её освящения) восстановлена вновь, современный адрес — улица Свердлова, 3.
Ранняя застройка улицы пострадала во время русско-турецкой войны. Располагавшаяся на углу с современной улицей Свердлова турецкая мечеть была разобрана и на этом месте возведена одним из первых двухэтажных зданий улицы таможня (проект архитектора К. И. Эшлимана). Обветшавшее здание таможни разобрали в начале 1980-х годов.
На улице находились учреждения местного самоуправления — городская дума и управа, «Никольский базар», склады, портовая казарма, пограничный кордон.
Одной из первых улица стала застраиваться частными домами членов императорской семьи, князей Воронцовых, Трубецких, Воропаевых, Волковых, дворян Гриппиоти и Плати, купца Собеса. Здесь была построена гостиница «Таврида» (затем мужская гимназия, с 1892 года новое название гостиницы «Бристоль»), до 23 апреля 1875 года принадлежавшая членам семьи императора и использовавшаяся как гостевой дом семьи императора, приезжавших на отдых в Ялту. В гостинице останавливались многие выдающиеся деятели русской культуры.
Во время событий 1905 года часть домов на улице была сожжена.
В 1930-е годы по проекту архитектора З. В. Перемиловского построено здание морского вокзала.

## Известные жители
д. 4 — композитор В. И. Ребиков
д. 10 — поэт В. А. Луговской, художник М. В. Нестеров
Степан Руданский

## Достопримечательности
- д. 1 литер «А» — Здание Ялтинской городской управы и думы  Объект культурного наследия народов РФ регионального значения. Рег. № 911711040780005 (ЕГРОКН)
- д. 2 / ул. Игнатенко, 1, литер «А» — Доходный дом графа А. А. Мордвинова  Объект культурного наследия народов РФ регионального значения. Рег. № 911711040790005 (ЕГРОКН)
- д. 3 — Театр вина и Крыма[11]
- д. 4 — Доходный дом Фольтовых  Объект культурного наследия народов РФ регионального значения. Рег. № 911711040850005 (ЕГРОКН)
- д. 5 — Контора Ялтинского порта[12]
- д. 6 — жилой дом  Объект культурного наследия народов РФ регионального значения. Рег. № 911711042600005 (ЕГРОКН)
- д. 7 — Морской вокзал, архитектор З. В. Перемиловский.
- д. 10 — Гостиница «Центральная» Е. Е. Соколова[13]  Объект культурного наследия народов РФ регионального значения. Рег. № 911711040860005 (ЕГРОКН)
- д. 12 А — Отель «Бристоль», архитектор К. И. Эшлиман[14]  Объект культурного наследия народов РФ регионального значения. Рег. № 911711040870005 (ЕГРОКН)

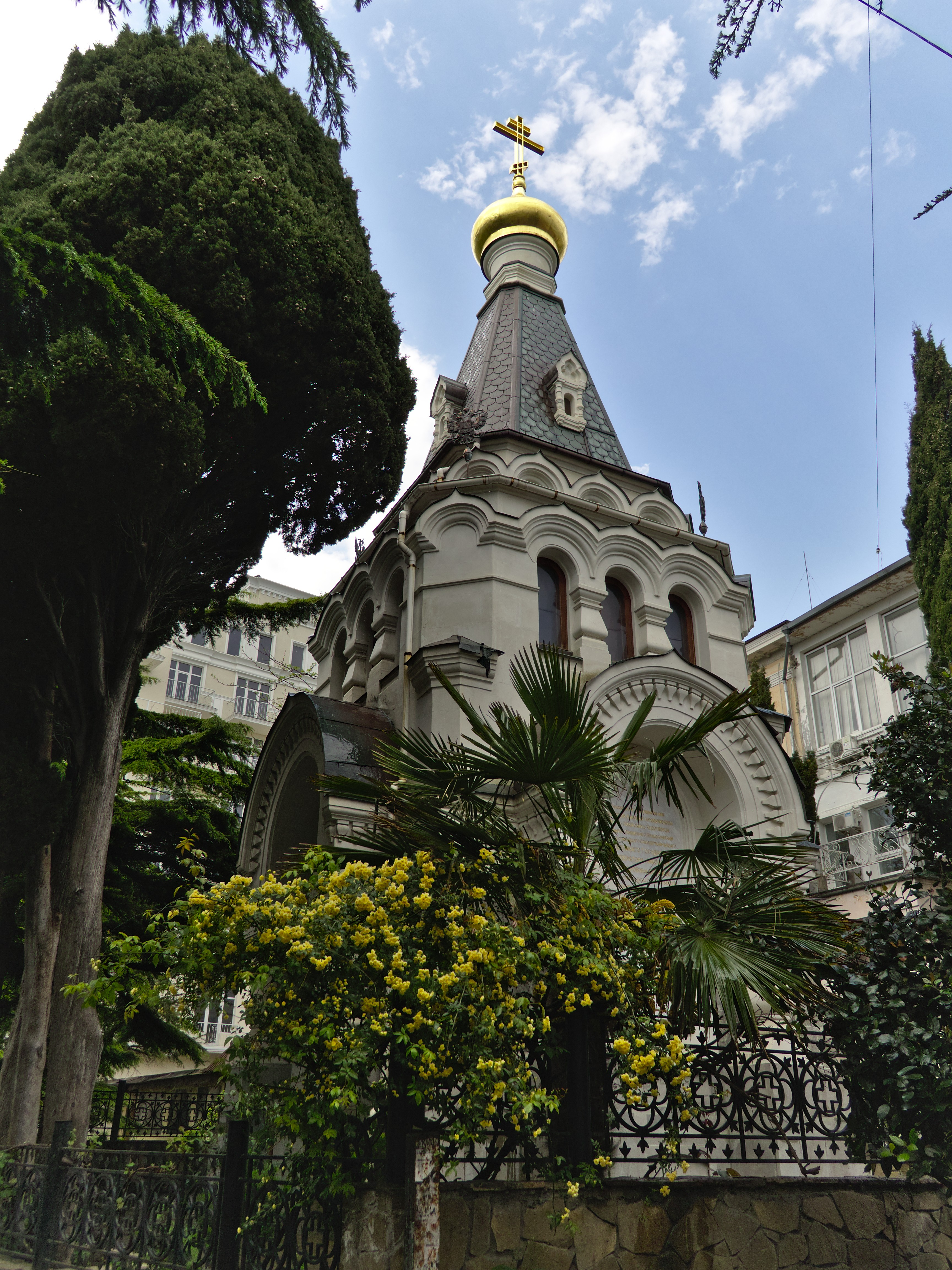
Часовня Святого Николая
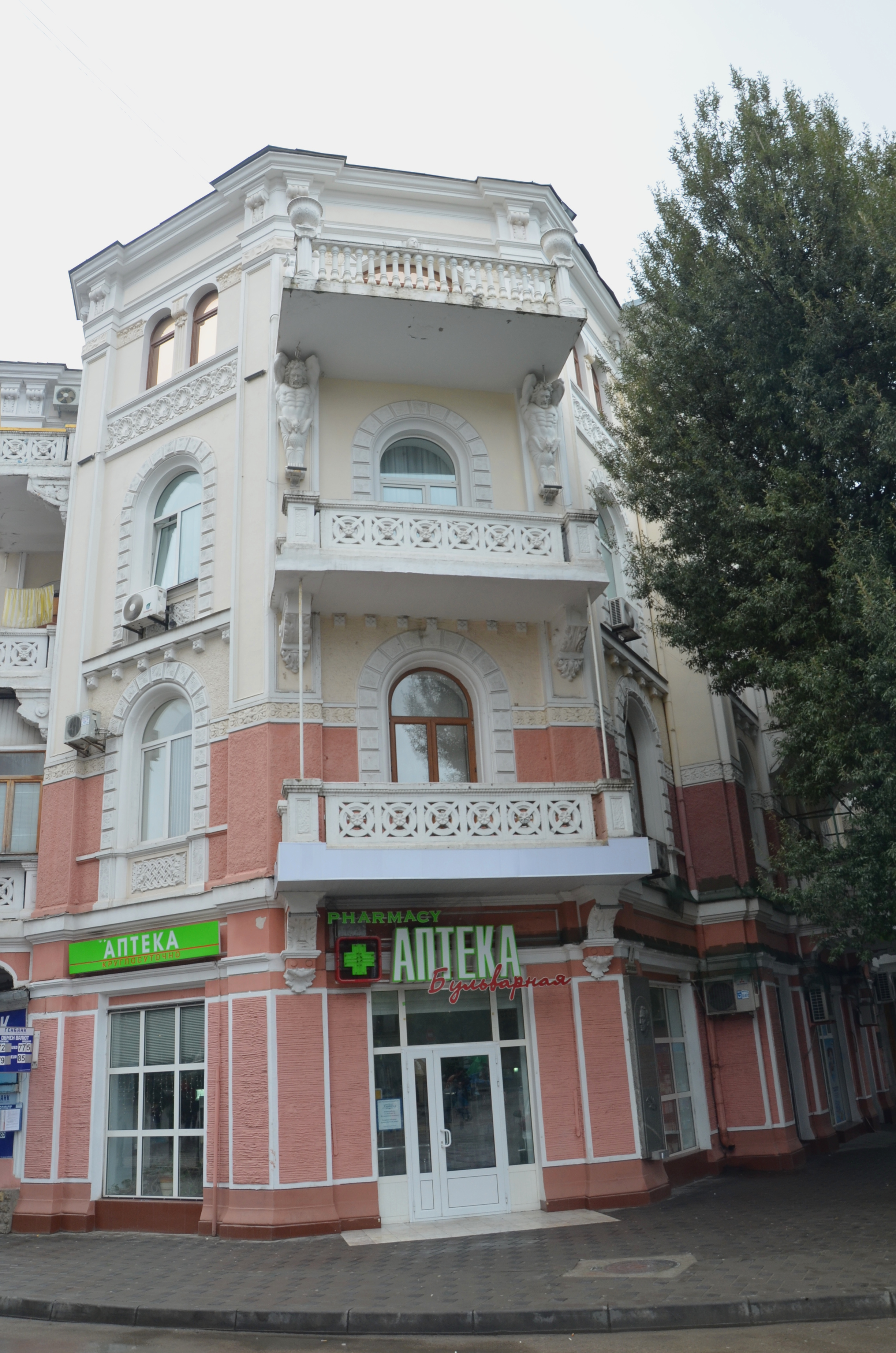
Д. 2  /  ул. Игнатенко, 1, литер «А» Доходный дом графа А. А. Мордвинова
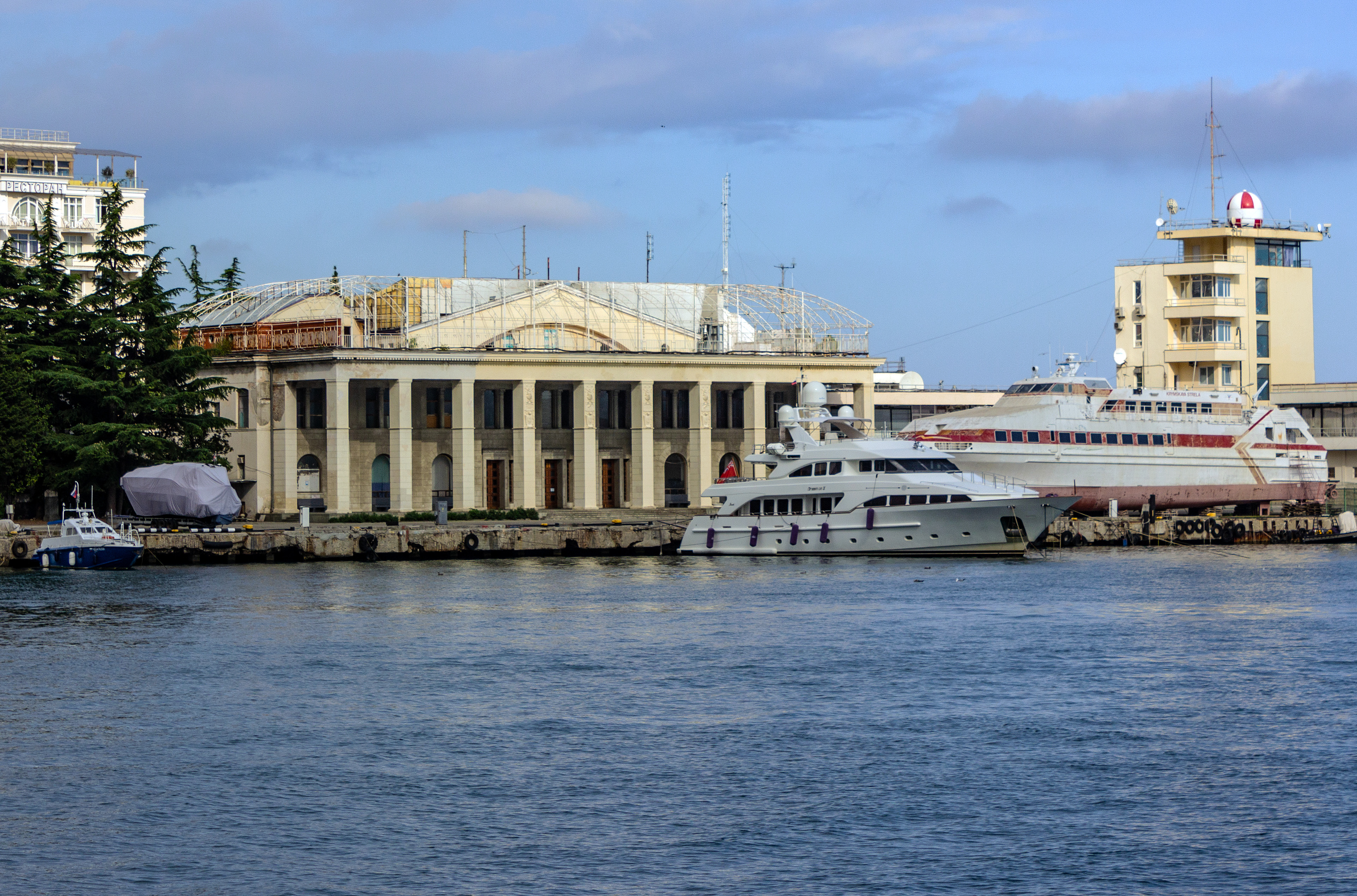
Д. 7 Морской вокзал (фасад на море)
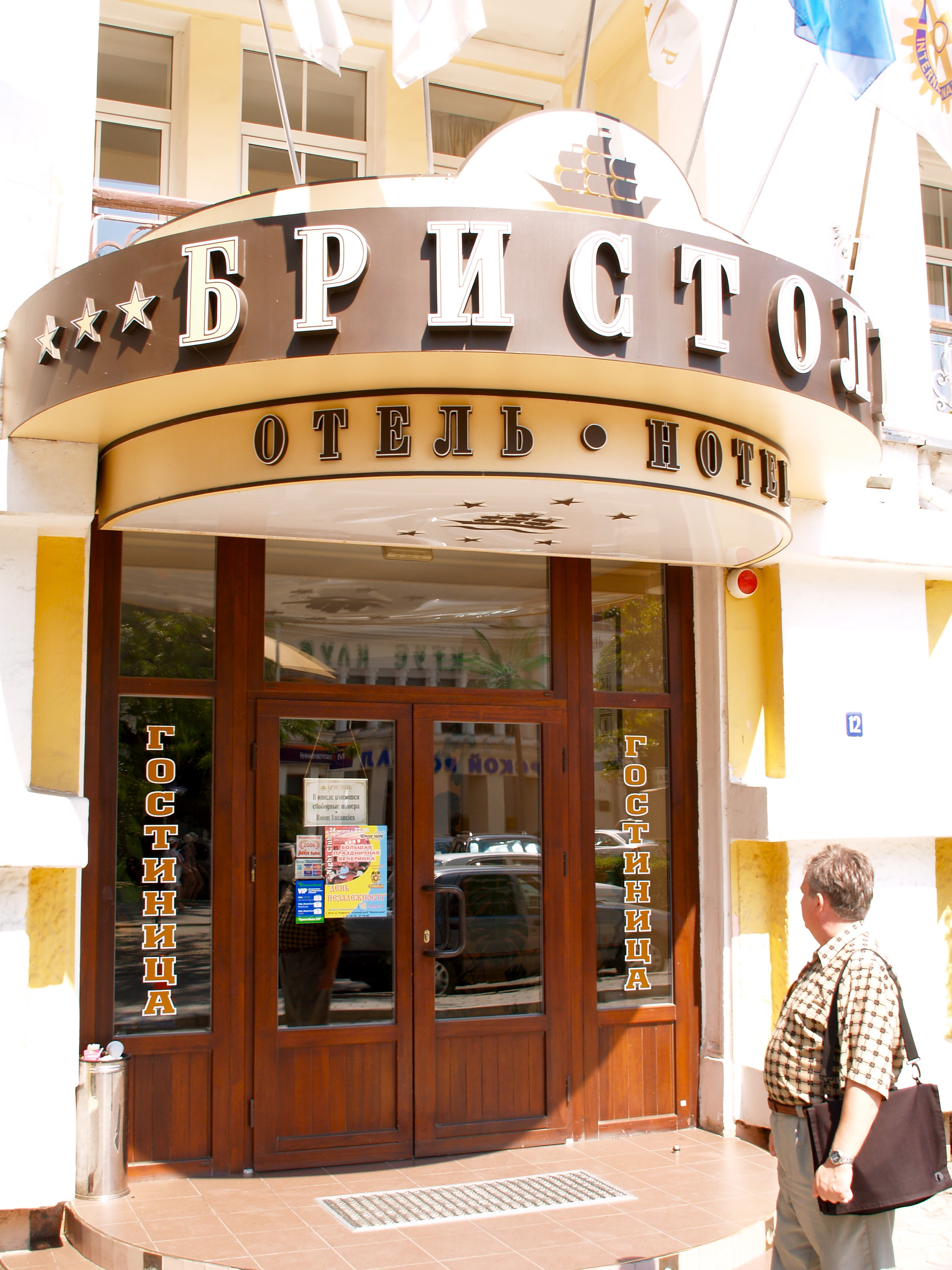
Д. 12А Отель «Бристоль»

## Улица в кинематографе
На улице снят ряд эпизодов фильма «Новые приключения неуловимых»